# Collonge-la-Madeleine
Collonge-la-Madeleine är en kommun i departementet Saône-et-Loire i regionen Bourgogne-Franche-Comté i östra Frankrike. Kommunen ligger i kantonen Épinac som tillhör arrondissementet Autun. År 2022 hade Collonge-la-Madeleine 39 invånare.

## Befolkningsutveckling
Antalet invånare i kommunen Collonge-la-Madeleine
| Referens: INSEE |